# Vistajaure
Vistajaure är en sjö i Jokkmokks kommun i Lappland och ingår i Luleälvens huvudavrinningsområde. Sjön har en area på 0,356 kvadratkilometer och ligger 925 meter över havet. Vistajaure ligger i Kvikkjokk-Kabla fjällurskog Natura 2000-område.

## Delavrinningsområde
Vistajaure ingår i det delavrinningsområde (744082-161203) som SMHI kallar för Utloppet av Tjaktjajaure. Medelhöjden är 586 meter över havet och ytan är 236,99 kvadratkilometer. Räknas de 128 avrinningsområdena uppströms in blir den ackumulerade arean 2 253,38 kvadratkilometer. Blackälven som avvattnar avrinningsområdet har biflödesordning 3, vilket innebär att vattnet flödar genom totalt 3 vattendrag innan det når havet efter 267 kilometer. Avrinningsområdet består mestadels av skog (52 procent) och kalfjäll (14 procent). Avrinningsområdet har 77,23 kvadratkilometer vattenytor vilket ger det en sjöprocent på 32,6 procent.